# Romeo Surdu
Romeo Constantin Surdu (Brașov, 12 gennaio 1984) è un allenatore di calcio ed ex calciatore rumeno, di ruolo attaccante.

## Carriera

### Club
Surdu cresce nelle giovanili della squadra della sua città natale, l'FC Brașov.
Esordisce in Divizia A a soli diciassette anni dove si nota subito la sua rapidità e già al terzo campionato professionistico riesce a siglare la buona cifra di 8 gol, tutti decisivi.
L'anno dopo ne sigla uno in più, 9, e a fine anno, con la retrocessione dell'FC Brașov, viene acquistato dal CFR Cluj.
Qui dopo un anno di ambientamento riuscirà ad affermarsi non più come giovane promessa ma come certezza e segnerà in tutto 10 gol, tra cui la doppietta che costa alla capolista Dinamo Bucarest la prima sconfitta.
Nell'agosto del 2007 passa alla Steaua Bucarest dove però ancora non è riuscito ad esprimersi al meglio ed è contestato da buona parte della tifoseria, ma la tecnica e la sua velocità non sono in discussione.
Nel campionato rumeno vanta 117 presenze e 34 gol.
Nella stagione 2007-2008 ha vinto il premio come miglior giovane del campionato.
Nel 2008 è mandato in prestito all'FC Brașov per giocare con più continuità. Qui conferma le sue potenzialità realizzando 8 gol e risultando il miglior marcatore della squadra.
Tornato alla Steaua, vi disputò due stagioni, segnando 9 reti in campionato e contribuendo alla vittoria della Coppa di Romania 2010-2011, giocando da titolare la finale contro la Dinamo Bucarest.
Nel estate del 2011 si trasferì al Rapid Bucarest, rimanendovi per una stagione e mezza: a gennaio del 2013, infatti, passò alla squadra cipriota dell'Apollōn Limassol. Pur non segnando reti in campionato, fu decisivo segnando su calcio di rigore nella finale di Coppa di Cipro 2012-2013 contro l'AEL, consentendo all'Apollon di vincere il trofeo.

### Nazionale
Dopo essere stato un punto fermo dell'Under 21-rumena, il 12 agosto 2009 esordisce in Nazionale giocando il secondo tempo dell'amichevole contro l'Ungheria, entrando al posto di Ionel Dănciulescu.
Il 5 settembre 2009 fa il suo esordio dal primo minuto contro la Francia, nella partita valida per le qualificazioni ai mondiali 2010; la partita si è poi conclusa sul risultato di 1-1.

## Statistiche

### Cronologia presenze e reti in Nazionale
| Cronologia completa delle presenze e delle reti in nazionale ― Romania | Cronologia completa delle presenze e delle reti in nazionale ― Romania | Cronologia completa delle presenze e delle reti in nazionale ― Romania | Cronologia completa delle presenze e delle reti in nazionale ― Romania | Cronologia completa delle presenze e delle reti in nazionale ― Romania | Cronologia completa delle presenze e delle reti in nazionale ― Romania | Cronologia completa delle presenze e delle reti in nazionale ― Romania | Cronologia completa delle presenze e delle reti in nazionale ― Romania |
| Data                                                                   | Città                                                                  | In casa                                                                | Risultato                                                              | Ospiti                                                                 | Competizione                                                           | Reti                                                                   | Note                                                                   |
| ---------------------------------------------------------------------- | ---------------------------------------------------------------------- | ---------------------------------------------------------------------- | ---------------------------------------------------------------------- | ---------------------------------------------------------------------- | ---------------------------------------------------------------------- | ---------------------------------------------------------------------- | ---------------------------------------------------------------------- |
| 12-8-2009                                                              | Budapest                                                               | Ungheria                                                               | 0 – 1                                                                  | Romania                                                                | Amichevole                                                             | -                                                                      | 45’                                                                    |
| 5-9-2009                                                               | Saint-Denis                                                            | Francia                                                                | 1 – 1                                                                  | Romania                                                                | Qual. Mondiali 2010                                                    | -                                                                      | 86’                                                                    |
| 9-9-2009                                                               | Bucarest                                                               | Romania                                                                | 1 – 1                                                                  | Austria                                                                | Qual. Mondiali 2010                                                    | -                                                                      | 86’                                                                    |
| 3-6-2011                                                               | Bucarest                                                               | Romania                                                                | 3 – 0                                                                  | Bosnia ed Erzegovina                                                   | Qual. Euro 2012                                                        | -                                                                      | 83’ 90+1’                                                              |
| 7-6-2011                                                               | San Paolo                                                              | Brasile                                                                | 1 – 0                                                                  | Romania                                                                | Amichevole                                                             | -                                                                      | 46’                                                                    |
| 12-6-2011                                                              | Asunción                                                               | Paraguay                                                               | 2 – 0                                                                  | Romania                                                                | Amichevole                                                             | -                                                                      | 73’                                                                    |
| Totale                                                                 |                                                                        | Presenze                                                               | 6                                                                      |                                                                        | Reti                                                                   | 0                                                                      |                                                                        |

## Palmarès

### Club

#### Competizioni nazionali
- Coppa di Romania: 1

Steaua Bucarest: 2010-2011
- Coppa di Cipro: 1

Apollon Limassol: 2012-2013
- Campionato moldavo: 1

Milsami Orhei: 2014-2015